# Jean-Kévin Augustin
Jean-Kévin Augustin (París, 16 de junio de 1997) es un futbolista francés de origen haitiano que juega como delantero y su equipo es el Motor Lublin de la Ekstraklasa.

## Trayectoria
Debutó como profesional en el París Saint-Germain el 8 de abril de 2015, ingresó en el minuto 88 por Javier Pastore en la Copa de Francia y le ganaron 4 a 1 al Saint-Étienne en la semifinal. Disputó su primer partido con 17 años y 295 días. Para la final no fue convocado pero derrotaron 1 a 0 al Auxerre y Augustin logró su primer título.
Fue ascendido al primer equipo parisino oficialmente para la temporada 2015/16 y realizó la pretemporada a la par de figuras como Thiago Silva, David Luiz, Edinson Cavani y Zlatan Ibrahimović. El primer partido amistoso de preparación lo disputaron el 12 de julio en Viena contra Wiener SK, Jean jugó como titular, anotó 2 goles y ganaron 3 a 0.
Luego el equipo viajó a América del Norte para disputar la International Champions Cup 2015. El primer encuentro del torneo amistoso internacional se jugó el 18 de julio contra Benfica, Augustin jugó los 90 minutos, aportó 1 gol y una asistencia para lograr el triunfo 3 a 2. El siguiente partido se jugó el 21 de julio contra Fiorentina, el técnico Laurent Blanc lo puso como titular nuevamente y no decepcionó, anotó 2 goles para ganar por 4 a 2. Su tercer partido lo tuvo el 25 de julio contra el Chelsea de Mourinho, al minuto 25 robó una pelota en el borde el área, remató cruzado entre 3 jugadores rivales, Courtois se estiró sin éxito pero el balón se estrelló con el palo, le quedó el rebote a Zlatan y convirtió el primer gol del partido, Augustin fue sustituido por Cavani al minuto 64 y segundos después el club inglés empató, fueron a penales y perdieron 6 a 5. El último partido fue contra Manchester United, jugó el primer tiempo, ganaron 2 a 0 y salieron campeones del torneo internacional.
Luego de los amistosos, Laurent Blanc lo tuvo en cuenta para el primer partido de la temporada 2015/16, el 1 de agosto, fue por la Supercopa de Francia contra Olympique de Lyon, estuvo en el banco de suplentes pero ingresó al minuto 63 por Edinson Cavani, ganaron 2 a 0 y se proclamaron campeones.
Debutó en la Ligue 1 el 7 de agosto, fue en la fecha 1 contra Lille, entró faltando un minuto para el final del partido pero ganaron 1 a 0. Fue titular por primera vez en la segunda jornada del campeonato, se enfrentó al Ajaccio y ganaron 2 a 0, estuvo 69 minutos en cancha.
A nivel internacional, debutó el 25 de noviembre en la Champions League 2015-16 contra el Malmö en la fase de grupos, ingresó en el minuto 85 por Zlatan y ganaron 5 a 0.
El 28 de noviembre, jugaron contra el Troyes en la fecha 15 del campeonato, Augustin ingresó al final del partido pero 4 minutos le bastaron para anotar su primer gol oficial, remató desde afuera del área luego de un amague y el balón pasó entre las piernas del portero, terminaron con una victoria por 4 goles a 1. Su primera anotación la convirtió con 18 años y 234 días.
Jugó como titular el último partido del año del PSG, fue en un amistoso que se disputó en Doha el 30 de diciembre de 2015, su rival fue el Inter de Milán y anotó un gol en el minuto 45, fue el único del encuentro por lo que ganaron 1 a 0.
El 13 de marzo de 2016 estuvo en el banco de suplentes sin minutos, por la fecha 30 se enfrentaron al Troyes y ganaron 9 a 0. PSG se coronó campeón de la Ligue 1 con ocho fechas de anticipación.

## Selección nacional
Ha sido internacional con la selección de Francia en las categorías sub-16, sub-17, sub-18, sub-19, sub-20 y sub-21.

### Participaciones en categorías inferiores
| Competición                                                               | Sede          | Resultado        | Partidos | Goles |
| ------------------------------------------------------------------------- | ------------- | ---------------- | -------- | ----- |
| Fase de clasificación para el Campeonato de Europa Sub-19 de la UEFA 2016 | Francia       | Clasificó        | 3        | 5     |
| Ronda Élite para el Campeonato de Europa Sub-19 de la UEFA 2016           | Serbia        | Clasificó        | 3        | 0     |
| Campeonato de Europa Sub-19 de la UEFA 2016                               | Alemania      | Campeón          | 5        | 6     |
| Copa Mundial de Fútbol Sub-20 de 2017                                     | Corea del Sur | Octavos de final | 4        | 5     |

## Estadísticas

### Clubes
Actualizado al 14 de mayo de 2025.
| Club                              | Div.          | Temporada     | Liga  | Liga  | Copas nacionales | Copas nacionales | Torneos internacionales | Torneos internacionales | Total | Total |
| Club                              | Div.          | Temporada     | Part. | Goles | Part.            | Goles            | Part.                   | Goles                   | Part. | Goles |
| --------------------------------- | ------------- | ------------- | ----- | ----- | ---------------- | ---------------- | ----------------------- | ----------------------- | ----- | ----- |
| Paris Saint-Germain "II" Francia  | 4.ª           | 2014-15       | 18    | 6     | ―                | ―                | ―                       | ―                       | 18    | 6     |
| París Saint-Germain F. C. Francia | 1.ª           | 2014-15       | 0     | 0     | 1                | 0                | 0                       | 0                       | 1     | 0     |
| Paris Saint-Germain "II" Francia  | 4.ª           | 2015-16       | 8     | 6     | ―                | ―                | ―                       | ―                       | 8     | 6     |
| París Saint-Germain F. C. Francia | 1.ª           | 2015-16       | 13    | 1     | 3                | 0                | 1                       | 0                       | 17    | 1     |
| Paris Saint-Germain "II" Francia  | 4.ª           | 2016-17       | 12    | 10    | ―                | ―                | ―                       | ―                       | 12    | 10    |
| Paris Saint-Germain "II" Francia  | Total club    | Total club    | 38    | 22    | 0                | 0                | 0                       | 0                       | 38    | 22    |
| París Saint-Germain F. C. Francia | 1.ª           | 2016-17       | 10    | 1     | 2                | 0                | 1                       | 0                       | 13    | 1     |
| París Saint-Germain F. C. Francia | Total club    | Total club    | 23    | 2     | 6                | 0                | 2                       | 0                       | 31    | 2     |
| R. B. Leipzig · Alemania          | 1.ª           | 2017-18       | 25    | 9     | 1                | 0                | 11                      | 3                       | 37    | 12    |
| R. B. Leipzig · Alemania          | 1.ª           | 2018-19       | 17    | 3     | 2                | 1                | 11                      | 4                       | 30    | 8     |
| R. B. Leipzig · Alemania          | Total club    | Total club    | 42    | 12    | 3                | 1                | 22                      | 7                       | 67    | 20    |
| A. S. Monaco F. C. Francia        | 1.ª           | 2019-20       | 10    | 0     | 3                | 1                | —                       | —                       | 13    | 1     |
| A. S. Monaco F. C. Francia        | Total club    | Total club    | 10    | 0     | 3                | 1                | 0                       | 0                       | 13    | 1     |
| Leeds United F. C. Inglaterra     | 2.ª           | 2019-20       | 3     | 0     | —                | —                | —                       | —                       | 3     | 0     |
| Leeds United F. C. Inglaterra     | Total club    | Total club    | 3     | 0     | 0                | 0                | 0                       | 0                       | 3     | 0     |
| F. C. Nantes Francia              | 1.ª           | 2020-21       | 3     | 0     | 0                | 0                | ―                       | ―                       | 3     | 0     |
| F. C. Nantes Francia              | 1.ª           | 2021-22       | 7     | 0     | 1                | 0                | ―                       | ―                       | 8     | 0     |
| F. C. Nantes Francia              | Total club    | Total club    | 10    | 0     | 1                | 0                | 0                       | 0                       | 11    | 0     |
| F. C. Nantes "II" Francia         | 4.ª           | 2021-22       | 4     | 0     | ―                | ―                | ―                       | ―                       | 4     | 0     |
| F. C. Nantes "II" Francia         | Total club    | Total club    | 4     | 0     | 0                | 0                | 0                       | 0                       | 4     | 0     |
| F. C. Basilea Suiza               | 1.ª           | 2022-23       | 20    | 3     | 2                | 1                | 7                       | 1                       | 29    | 5     |
| F. C. Basilea Suiza               | 1.ª           | 2023-24       | 18    | 2     | 2                | 0                | 2                       | 1                       | 22    | 3     |
| F. C. Basilea Suiza               | Total club    | Total club    | 38    | 5     | 4                | 1                | 9                       | 2                       | 51    | 8     |
| Motor Lublin · Polonia            | 1.ª           | 2024-25       | 4     | 1     | ―                | ―                | ―                       | ―                       | 4     | 1     |
| Motor Lublin · Polonia            | Total club    | Total club    | 4     | 1     | 0                | 0                | 0                       | 0                       | 4     | 1     |
| Total carrera                     | Total carrera | Total carrera | 172   | 42    | 17               | 3                | 33                      | 9                       | 222   | 54    |

### Selecciones
Actualizado al 1 de junio de 2017.
Último partido citado: Francia 1 - 2 Italia
| Selección      | Temporada     | Continental | Continental | Mundial | Mundial | Amistosos | Amistosos | Total | Total |
| Selección      | Temporada     | Part.       | Goles       | Part.   | Goles   | Part.     | Goles     | Part. | Goles |
| -------------- | ------------- | ----------- | ----------- | ------- | ------- | --------- | --------- | ----- | ----- |
| Sub-16 Francia | 2012-13       | -           | -           | -       | -       | 7         | 2         | 7     | 2     |
| Sub-16 Francia | Total sel.    | -           | -           | -       | -       | 7         | 2         | 7     | 2     |
| Sub-17 Francia | 2013-14       | -           | -           | -       | -       | 2         | 0         | 2     | 0     |
| Sub-17 Francia | Total sel.    | -           | -           | -       | -       | 2         | 0         | 2     | 0     |
| Sub-18 Francia | 2014-15       | -           | -           | -       | -       | 4         | 0         | 4     | 0     |
| Sub-18 Francia | Total sel.    | -           | -           | -       | -       | 4         | 0         | 4     | 0     |
| Sub-19 Francia | 2015-16       | 9           | 10          | 3       | 4       | 2         | 1         | 14    | 15    |
| Sub-19 Francia | Total sel.    | 9           | 10          | 3       | 4       | 2         | 1         | 14    | 15    |
| Total carrera  | Total carrera | 9           | 10          | 3       | 4       | 15        | 3         | 27    | 17    |

## Palmarés

### Títulos nacionales
| Título               | Club                      | País       | Año  |
| -------------------- | ------------------------- | ---------- | ---- |
| Copa de Francia      | Paris Saint-Germain F. C. | Francia    | 2015 |
| Supercopa de Francia | Paris Saint-Germain F. C. | Francia    | 2015 |
| Ligue 1              | Paris Saint-Germain F. C. | Francia    | 2016 |
| Copa de la Liga      | Paris Saint-Germain F. C. | Francia    | 2016 |
| Copa de Francia      | Paris Saint-Germain F. C. | Francia    | 2016 |
| Supercopa de Francia | Paris Saint-Germain F. C. | Francia    | 2016 |
| EFL Championship     | Leeds United F. C.        | Inglaterra | 2020 |
| Copa de Francia      | F. C. Nantes              | Francia    | 2022 |

### Títulos internacionales
| Título          | Club (*)             | País     | Año  |
| --------------- | -------------------- | -------- | ---- |
| Eurocopa Sub-19 | Selección de Francia | Alemania | 2016 |

(*) Incluyendo la selección.

### Distinciones individuales
| Distinción                                                                         | Año  |
| ---------------------------------------------------------------------------------- | ---- |
| Parte de los 40 mejores jugadores del mundo para The Guardian (categoría 1997)     | 2014 |
| Joven de la semana para UEFA.com (mes de agosto, semana #3)                        | 2015 |
| Parte de los 50 mejores futbolistas sub-18 del mundo según medio Goal.com          | 2016 |
| Parte de los 50 mejores futbolistas sub-20 del mundo según medio La Gazzetta       | 2016 |
| Goleador del Campeonato de Europa Sub-19 de la UEFA                                | 2016 |
| Jugador de oro del Campeonato de Europa Sub-19 de la UEFA                          | 2016 |
| Parte del Equipo del Torneo del Campeonato de Europa Sub-19 de la UEFA             | 2016 |
| Parte de los 59 mejores futbolistas sub-21 del mundo (#30) según medio FourFourTwo | 2016 |